# Det finske køkken
Finsk madlavning er primært baseret på sunde og fiberrige ingredienser, da den finske natur er fuld af disse, bl.a bær, som traditionelt samles af familier om efteråret. Mange forskellige roer blev brugt i Finland såvel før i tiden som nu. Selv i helt almindelige dagligdagsforretninger kan man købe såkaldt "roemos" og lignende specifikt finsk/russisk traditionelle ingredienser.
Den finske madlaving kan godt siges at være et "mix" af flere forskellige landes, og alt afhængig af hvor man er i landet, er der et sandt udbud af lokalretter. Bl.a har man i Østfinland spændende og, for danskere, anderledes retter, hvor man tydeligt ser påvirkningen fra det russiske køkken. Ydermere kan man tale om, at "hver årstid sin ingrediens", og man har mindre tendens til blot at købe færdiglavet mad end f.eks her i Danmark.
Fisk, rensdyrkød, rejer m.v. er alle ingredienser, som enhver finne ofte sætter på spisebordet. 
Vegetarianisme er en, blandt yngre især i storbyerne en voksende bevægelse, og der er sågar ligefrem forskellige former for at være veganer. 
I det mere "moderne" finske køkken ser man en tydelig genklang fra de traditionelle retter, omend portionerne er blevet lidt mindre, og duften af bondekost ikke så tydelig. Men stadig er det dog de samme basale ingredienser, man bruger.
Traditionelt er der også i den finske madlavning flere forskellige grøntsager, hvor man især ovre østpå i Finland tydeligt ser den russiske påvirkning, bl.a ved den megen brug af kål såvel som tilbehør i gryderetter, supper, ovnretter m.v. 
Generelt er brugen af grøntsager i den finske madlavning en væsentlig ingrediens, og i den forbindelse bruges også grøntsager, som man først nu er ved at få øjnene op for i bl.a. Danmark.